# Jan Snater
Jan Snater (Nieuwolda, 15 november 1878 – 's-Gravendeel, 10 september 1955) was een Nederlands burgemeester.

## Biografie
Jan Snater was een zoon van de timmerman-aannemer en oud-wethouder van Nieuwolda, Willem Snater en Marta Drooge. Hij was gehuwd met Johanna Gosselaar, dochter van de scheepskapitein Bontko Gosselaar en Anna Gransbergen uit Delfzijl. 
Snater volgde, na de lagere school, gedurende vijf jaar uitgebreid voortgezet onderwijs op de toenmalige z.g. Franse school in zijn geboorteplaats. Op de gemeentesecretarieën van tal van gemeenten leerde hij de gemeente-administratie. In 1897 behaalde hij daarvoor de akte. Vier jaar later behaalde hij de akte M.O. Staatsinrichting. Snater behoorde tot de vrijzinnige richting.
Snater was van 1904-1919 werkzaam als gemeentesecretaris en gemeenteontvanger te Nieuwolda. Bij Koninklijk Besluit van 18 december 1918 werd hij benoemd tot burgemeester van de gemeente Oude Pekela. Op 15 januari 1919 werd hij als zodanig geïnstalleerd. Op 15 november 1943 werd hij door de Duitse bezetter afgezet en vervangen door Heino Tuinier. Bij beschikking d.d. 10 november 1945 werd bepaald dat Snater met ingang van 28 april 1945 geen burgemeester van Oude-Pekela meer was.
Snater was van 1904-1918 penningmeester van het Nutsdepartement Nieuwolda en vervolgens enige malen voorzitter van het departement Oude Pekela. Van 1921 tot 1952 was hij voorzitter van het nutsdistrict Oostelijk Groningen. Snater was eveneens werkzaam als inspecteur van de Centrale Raiffeisenbank. Daarnaast was hij, vanaf 1919, medeoprichter en jarenlang voorzitter van de vereniging tot bevordering en ontwikkeling van het ambachtsonderwijs en van het waterschap Roomsewijk in Oude Pekela.
In 1952 werd zijn naam ingeschreven in het door het hoofdbestuur van de Maatschappij tot Nut van 't Algemeen gehouden ereregister.
Snater overleed na een langdurig ziekbed, op 10 september 1955, ten huize van zijn dochter en schoonzoon te 's-Gravendeel. Hij is begraven op de algemene begraafplaats in Oude Pekela. Zijn zoon Willem Snater was burgemeester van Nieuweschans (1942-1945).
In Oude Pekela is een straat naar hem genoemd.